# François-Antoine Davy de Chavigné
François-Antoine Davy de Chavigné est un magistrat et architecte utopiste français né à Paris le 5 mai 1747 et mort le 16 août 1806 au château d'Étrepy.

## Biographie
Fils d'un magistrat à la Chambre des comptes de Paris, Davy de Chavigné fit de bonnes études chez les Oratoriens du collège de Juilly. Après avoir suivi des études de droit, il acheta une charge d'auditeur près la Chambre des comptes mais consacra tous ses loisirs à l'architecture, à laquelle il se consacra exclusivement après la suppression de la Chambre des comptes sous la Révolution.
Il a donné un grand nombre de projets de monuments publics, dont plusieurs ont été gravés mais dont aucun n'a été réalisé. C'est à lui qu'on doit toutefois la reconstruction du pont de la Cité entre l'île Saint-Louis et l'île Notre-Dame.

## Principaux projets
- Vue et perspective d'un monument projeté à la gloire de Louis XVI en mémoire du rétablissement de l'ancienne magistrature (Projet de bibliothèque publique de jurisprudence), 1775[4]

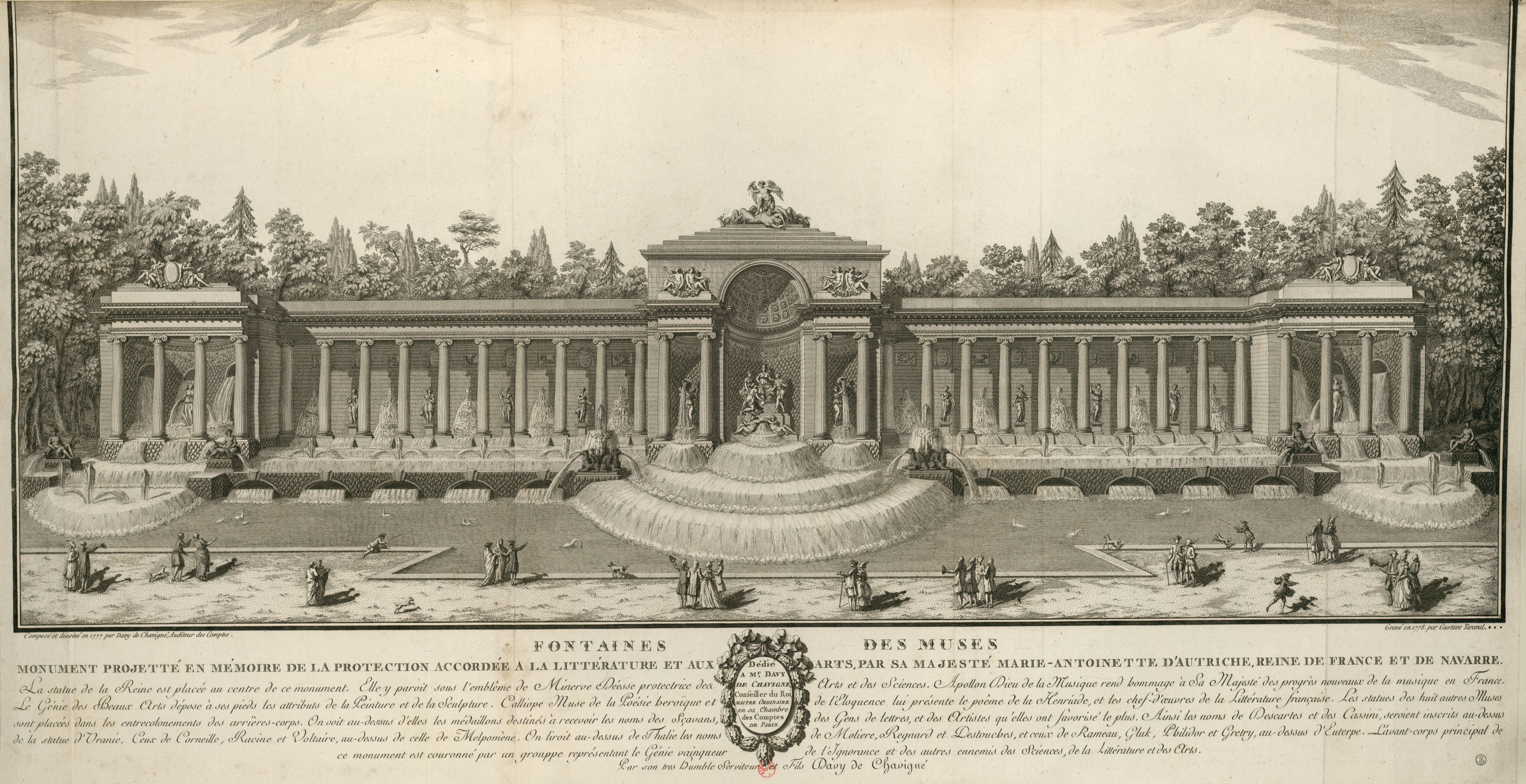
Projet de Fontaine des Muses

- Projet de fontaine des Muses, 1778[5]
- Projet d'un pont triomphal, 1781, in-8°
- Projet de monument destiné au sacre et à la sépulture des rois, présenté à l'Académie royale d'architecture en janvier 1786 : Axé sur le palais du Luxembourg, l'édifice aurait occupé l'emplacement du carrefour de Buci[6].
- Projet d'un monument sur l'emplacement de la Bastille, à décerner par les états généraux à Louis XVI, restaurateur de la liberté publique, et à consacrer à la Patrie, à la Liberté, à la Concorde et à la Loi, présenté à l'Académie royale d'architecture le 8 juin 1789[7]
- Plans, coupe et élévation d'un pont en fer d'une seule arche de 182 pieds d'ouverture, 1800, in-8°
- Colonne de l'Empire français, ou projet de colonne triomphale à la gloire de Napoléon-le-Grand, restaurateur de la monarchie, sous le nom de l'Empire français, 1806, in-8°

## Ouvrages littéraires
- Leçons d'un père à ses enfants, 1801, in-12 (réimpression : 1806, in-12) : compilation de maximes morales extraites d'auteurs latins et français.

### Sources
- Antoine-Vincent Arnault, Antoine Jay, Étienne de Jouy et Baron de Norvins, Biographie nouvelle des contemporains : Dictionnaire historique et raisonné de tous les hommes qui, depuis la Révolution française, ont acquis de la célébrité par leurs actions, leurs écrits, leurs erreurs ou leurs crimes, soit en France, soit dans les pays étrangers, t. 5, Paris, Librairie historique, 1822 (lire en ligne), p. 241-242
- Michel Gallet, Les Architectes parisiens du XVIIIe siècle : Dictionnaire biographique et critique, Paris, Éditions Mengès, 1995, 494 p. (ISBN 2-85620-370-1)